# Cristina Caboni
Cristina Caboni (Cagliari, 1968) è una scrittrice italiana.

## Biografia
Già apicultrice nell'azienda di famiglia, ha esordito come scrittrice nel 2014 con Il sentiero dei profumi, pubblicato da Garzanti e divenuto poi un best seller pubblicato anche in diversi altri paesi.
Con la casa editrice milanese ha poi pubblicato tutti i suoi romanzi: La custode del miele e delle api (2015). Con Il giardino dei fiori segreti (2016) ha vinto premio Selezione Bancarella nel 2017. Sono poi seguiti La rilegatrice di storie perdute (2017), La stanza della tessitrice (2018), La casa degli specchi (2019), Il profumo sa chi sei (2020), La ragazza dei colori  (2021), La via del miele (2022), La collana di cristallo (2023) e La ragazza senza radici (2024)
Tutte le opere della Caboni sono state pubblicate anche all'estero.

## Opere
- Il sentiero dei profumi, Garzanti, 2014
- La custode del miele e delle api, Garzanti, 2015
- Il giardino dei fiori segreti, Garzanti, 2016
- La rilegatrice di storie perdute, Garzanti, 2017
- La stanza della tessitrice, Garzanti, 2018
- La casa degli specchi, Garzanti, 2019
- Il profumo sa chi sei, Garzanti, 2020
- La ragazza dei colori, Garzanti, 2021
- La via del miele, Garzanti, 2022
- La collana di cristallo, Garzanti, 2023
- La ragazza senza radici, Garzanti 2024